# Гирчина (комуна)
Гирчина (рум. Gârcina) — комуна у повіті Нямц в Румунії. До складу комуни входять такі села (дані про населення за 2002 рік):
- Алмаш (649 осіб)
- Гирчина (2560 осіб)
- Куєждіу (1205 осіб)

Комуна розташована на відстані 283 км на північ від Бухареста, 5 км на північ від П'ятра-Нямца, 96 км на захід від Ясс.

## Населення
За даними перепису населення 2002 року у комуні проживали 4414 осіб.
Національний склад населення комуни:
| Національність   | Кількість осіб | Відсоток |
| ---------------- | -------------- | -------- |
| румуни           | 4409           | 99,9%    |
| росіяни-липовани | 3              | 0,1%     |
| цигани           | 2              | < 0,1%   |

Рідною мовою назвали:
| Мова      | Кількість осіб | Відсоток |
| --------- | -------------- | -------- |
| румунська | 4412           | > 99,9%  |
| циганська | 2              | < 0,1%   |

Склад населення комуни за віросповіданням:
| Релігія            | Кількість осіб | Відсоток |
| ------------------ | -------------- | -------- |
| православні        | 4369           | 99,0%    |
| баптисти           | 15             | 0,3%     |
| адвентисти         | 14             | 0,3%     |
| римо-католики      | 5              | 0,1%     |
| п'ятдесятники      | 4              | 0,1%     |
| бретрени           | 2              | < 0,1%   |
| реформати          | 1              | < 0,1%   |
| атеїсти            | 1              | < 0,1%   |
| не вказали релігію | 1              | < 0,1%   |